# کوبلان-سکوروپکی
کوبلان-سکوروپکی (به لهستانی:  Kobylany-Skorupki) یک روستا در لهستان است که در گمینا رپکی واقع شده‌است.